# 神奈川歯科大学短期大学部
神奈川歯科大学短期大学部（かながわしかだいがくたんきだいがくぶ、英語: Kanagawa Dental University Junior College）は、神奈川県横須賀市稲岡町82に本部を置く日本の私立大学。1910年創立、1952年大学設置。

## 概観

### 大学全体
- 神奈川県横須賀市に所在する日本の私立短期大学で、設置主体は学校法人神奈川歯科大学[1]。
- 1952年に日本女子衛生短期大学として開学。当初は、医療系1学科[注 2]だったが、1989年度入学生より文系の2学科も増設された。2000年代後半よりこれらはお役御免になり、かわりに医療系の学科を新設した。
- 神奈川県横須賀市内の神奈川歯科大学と同じ場所にキャンパスがある。学科体制は2学科となっている。

### 建学の精神（校訓・理念・学是）
- 神奈川歯科大学短期大学部における教育理念は「Face to Face」となっている。

### 教育および研究
- 神奈川歯科大学短期大学部は、旧来の日本女子歯科厚生学校の伝統を受け継ぐ形で日本初の歯科衛生士を養成する短大として発足した。かつては養護教諭の養成も行っていた。その後、人文科学系の国文学科（のち、ヒューマンコミュニケーション学科に改組）、社会科学系の商経学科を設置するものの廃止し、看護学科を設置し、看護師養成を行うようになったことから、医療従事者を養成する短期大学というイメージが一層強くなってきている。

### 学風および特色
- 神奈川歯科大学短期大学部は当初、歯科衛生士養成からはじまったことから歯科衛生学科に関してはとりわけ歴史と伝統がある。神奈川歯科大学と同じキャンパス内にあることから両者との結びつきは強く、短大の教員には歯科大学との兼任者が多いものとなっている。

## 沿革
- 1910年
  - 東京女子歯科医学講習所を東京神田に創立[2]。
- 1922年
  - 東京女子歯科医学専門学校に昇格。
- 1923年
  - 関東大震災のため、校舎・施設を品川区に移転。
- 1927年
  - 文部大臣の指定認可校となり国家試験を免除される。
- 1934年
  - 学園規模を拡大し、日本女子歯科医学専門学校と改称。
- 1947年
  - 旧制日本高等学校を併設。
- 1950年
  - 日本女子歯科厚生学校を開校。
- 1952年
  - 3月5日 左記を以て文部省[注 3]より短期大学の設置が認可される[3]。
  - 4月1日 東京都大田区北千束に日本女子衛生短期大学が以下の学科体制にて開学[4]
    - 保健科 入学定員80名
- 1954年
  - 3月20日 別科の設置が認められ、以下の課程を設ける[5]。
    - 歯科衛生専修 入学定員50名

  - 5月1日 学生数[6]/定員
    - 保健科 66[注釈 1]/160
- 1963年
  - 8月2日 学園の所在地を東京都大田区から神奈川県横須賀市へ移転[7]。
- 1985年
  - 5月1日 学生数[8]/定員
    - 保健科 281[注釈 1]/160
- 1986年
  - 5月1日 学生数[9]/定員
    - 保健科 290[注釈 1]/160
- 1987年
  - 4月1日 この年度の入学生より、保健科を歯科衛生学科に改組[10]
  - 5月1日 学生数[11]/定員
    - 保健科 146[注釈 1]/160
- 1988年
  - 4月1日 歯科衛生学科の入学定員を80→120に増員[注 4]。
  - 5月1日 学生数[16]/定員
    - 保健科 196[注釈 1]/200
- 1989年
  - 4月1日 湘南短期大学と改称し、以下、2学科を増設[注 5]。
    - 国文学科[注釈 2]
    - 商経学科[注釈 2]

  - 5月1日 学生数[20]/定員
    - 歯科衛生学科 243[注釈 1]/240
    - 国文学科 120[注釈 1]/100
    - 商経学科 120[注釈 1]/100
- 1990年
  - 5月1日 学生数[21]/定員
    - 歯科衛生学科 260[注釈 1]/240
    - 国文学科 225[注釈 1]/200
    - 商経学科 228[注釈 1]/200
- 1991年
  - 4月1日 以下の学科について入学定員増を行う[注 6]。
    - 国文学科 100→150
    - 商経学科 100→150　

  - 5月1日 学生数[26]/定員
    - 歯科衛生学科 257[注釈 1]/240
    - 国文学科 259[注釈 1]/250
    - 商経学科 258[注釈 1]/250
- 1992年
  - 5月1日 学生数[注 7]/定員
    - 歯科衛生学科 254[注釈 1]/240
    - 国文学科 305[注釈 1]/300
    - 商経学科 308[注釈 1]/300
- 1999年
  - 5月1日 学生数[29]/定員
    - 歯科衛生学科 268[注釈 1]/240
    - 国文学科 139[注釈 1]/300
    - 商経学科 265[注釈 1]/300
- 2000年
  - 4月1日 以下、学科の入学定員を減員する[30]。
    - 国文学科 150→125
    - 商経学科 150→125
- 2002年
  - 4月1日 この年度における出来事を以下、列挙する。
    - この年度の入学生より、国文学科をヒューマンコミュニケーション学科に改組される[注 8]。
    - 男女共学となる[32]。
- 2006年
  - 4月1日 この年度における出来事を以下、列挙する[35]。
    - この年度の入学生より歯科衛生学科の修業年限3年に変更。
    - 以下、入学定員減あり。
      - ヒューマンコミュニケーション学科 100→80
      - 商経学科 125→85

    - 以下の学科については、この年度で学生募集を最終とする[注 9]。
      - 商経学科[注 10]。
- 2007年
  - 4月1日 以下の学科を増設する[36]。
    - 看護学科 入学定員80名
- 2009年
  - 4月1日 以下の学科については、この年度で学生募集を最終とする[注 11]。
    - ヒューマンコミュニケーション学科[注 12]
- 2013年
  - 4月1日 神奈川歯科大学短期大学部と改称[40]。
- 2018年
  - 3月31日 横須賀市が神奈川歯科大学のジャカランダを横須賀市景観重要樹木（第28号）に指定[41][42]。

## 基礎データ

### 所在地
- 神奈川県横須賀市稲岡町82

### 象徴
- ホームページほか右記資料も参照のこと[注 13]。

### 組織

#### 学科
- 歯科衛生学科 入学定員120名[1]
- 看護学科 入学定員80名[1]

#### 過去にあった学科
- 商経学科 入学定員85名[注 14]
- 国文学科→ヒューマンコミュニケーション学科 入学定員45名[注 15]

#### 過去にあった別科
- 歯科衛生専修[注 16]

#### 取得資格について
受験資格
- 歯科衛生士：歯科衛生学科
- 看護師：看護学科

教職課程
- 中学校教諭二種免許状の課程があった
  - 保健：かつての保健学科にて設置されていた[注 17]
  - 国語：ヒューマンコミュニケーション学科の前身である国文学科にて設置されていた[注釈 3]
  - 社会：過去にあった商経学科にて設置されていた[注釈 3]
- 養護教諭二種免許状：歯科衛生学科の前身である保健学科にて設置されていた[注 18]

#### 附属機関
- 神奈川歯科大学附属病院：歯科衛生学科・看護学科の臨床実習で活用される

### 研究
- 『日本女子衛生短期大学紀要』[51]
- 『湘南短期大学紀要』[52]
- 『炭酸ガスレーザーの歯学への応用に関する基礎的臨床的研究』[53]
- 『レーザー照射によるう蝕抑制機構に関する基礎的研究』[54]

## 学生生活

### 部活動・クラブ活動・サークル活動
- 神奈川歯科大学短期大学部には以下のクラブ活動団体がある。
- 体育系：テニス・バドミントン・バレーボール・スキー・弓道・バスケットボールほか
- 文化系：陶芸・茶道・演劇・パソコン・漫画ほか

### 学園祭
- 神奈川歯科大学短期大学部の学園祭は、キャンパスの所在地に因んで「稲岡祭」と呼ばれている。歯科大学と共同で行われている。

## 施設

### キャンパス
- 交通アクセス：京急本線横須賀中央駅下車。
- 設備
  - 1号館
  - 2号館
  - 3号館
  - 4号館
  - 5号館
  - 大講堂
  - 体育館
  - 学生会館：名称は「パレット」。学生食堂やカフェテリアなどがある。
- キャンパスの立地およびその周辺
- 三笠公園が近隣にある。
- 横須賀港が程近い場所にある。

### 寮
- 神奈川歯科大学短期大学部には女性を対象にした「マリーンハウス」が学内にある。

## 対外関係

### 他大学との協定
- かつてカリフォルニア大学と協定を結んでいた。

### 姉妹校
- 神奈川歯科大学

## 卒業後の進路について

### 編入学・進学実績
- これまでに編入学した実績のある大学として東京経済大学・神奈川大学などがある[55]。